# 宸妃
宸妃，中國及越南古代皇帝側室的封號中，妃等級中的封號。宸，北极星所在，也就是帝星，因為常用以指宫殿、帝位，也用作帝王代称。由唐高宗首创，“宸妃”是唐高宗准备赐予自己特别宠爱武昭仪的封号，但後來有沒有正式封她為宸妃並沒有明確記載，不久後武氏被封為皇后。

## 历史

### 中國
唐高宗时，后宫制度，在皇后之下設四夫人，为貴妃、淑妃、德妃、賢妃。高宗为晉封武則天為正一品妃子，可是當時唐高宗的後宮的四夫人名額己滿，但又不能無故貶去其中一人的封號，因此特意设了宸妃的位号，但宰相韩瑗、来济出面反对。最终武昭仪是否获得宸妃的封号，《旧唐书》的表述不一。
宋代，宋真宗妃、宋仁宗生母李氏封宸妃（李氏為病危晉封），位列四妃之外。金朝有第四代皇帝完顏亮之妃，蕭宸妃。明朝共有四位妃嬪曾封宸妃，分別為明英宗妃万宸妃、明宪宗妃邵贵妃、明世宗妃沈皇贵妃及王宸妃。
清代初期也有此封号，清太宗妃海蘭珠封宸妃。

## 越南
越南宸妃位號始見於陳朝，陳憲宗陳旺封妃子顯貞公主陳氏為宸妃，後來陳藝宗陳暊又有黎宸妃。後黎朝時期也有宸妃位號，黎太祖黎利有鄭宸妃。

## 有關宸妃地位爭議
於唐朝，將正一品妃嬪封為貴妃、淑妃、德妃、賢妃設於皇后之下的四夫人漸成定制，由那時開始貴妃成爲了皇后以外后宮地位最尊者。但於唐高宗时，高宗为晉封武則天為正一品妃子，特意设了宸妃的位号，這是宸妃的首次出現。雖然當時史書沒有明確記載宸妃明確地位及武氏到最後有沒有冊封，但我們可以從字面中可以得知「宸」一字解作北极星所在點，代稱帝王。以代指帝王之字去冊封，其尊貴可見一斑，絕非「貴」一字可以相較。
但也由於宸字代稱帝王，因此較少用為嬪妃封號。
再看宋朝，武媚娘之後再沒出現宸妃一號，直至宋真宗章獻明肅劉皇后將病危的李順容特封為宸妃，宸妃一號再度出現。當時宋朝皇后之下的四夫人仍然循用唐朝的制度，設貴妃、淑妃、德妃、賢妃，並無宸妃。而後來史書也記載，李宸妃其實是宋仁宗的親生母親，只是劉太后死後才大白於天下。劉太后以四夫人以外的正一品封號去封皇帝之親生母親，以宸妃一號去補償李氏隱瞞真相及彰顯其帝母之真實身份，一個貴妃也不能相較的尊貴身份。
金朝皇后之下主要以元妃為尊，其次再到原來的四夫人。到海陵王完顏亮時後宮制度淩亂，唯一出現的宸妃為海陵煬王完顏亮妾蕭氏，於即位之初被封為昭容，後進封淑妃、宸妃。當時完顏亮設置皇妃位號多達十二等：元妃、姝妃、惠妃、宸妃、貴妃、淑妃、麗妃、德妃、昭妃、賢妃、溫妃、柔妃。排序方面可以肯定仍然以元妃為最尊，貴妃則比姝妃、惠妃低，但宸妃和貴妃之間的排序則沒有方法證明（蕭氏於貞元二年由淑妃進封宸妃時，貴妃唐括定哥已於貞元元年被賜死），不過可以肯定宸妃地位相較不甚崇高，比淑妃、麗妃、德妃、昭妃、賢妃、溫妃、柔妃高（金宣宗更改的後宮制度證明淑妃比麗妃高，而淑妃比宸妃低）。
於明朝，後宮制度再沒有四夫人，宸妃的出現亦為歷代最多，有明英宗萬宸妃、明憲宗邵宸妃、明世宗沈宸妃及王宸妃，但這裡的宸妃基本上已經沒有特別意義，而且可以肯定宸妃地位比貴妃低。於明朝妃為一個階級、貴妃為另一個階級，而宸妃只是妃位其中一個產生物。以孝惠皇后為例，她由邵宸妃晉封邵貴妃便是宸妃地位較低的最好的例子。
最後到清朝，清太宗皇太極改後金為大清，封了他五位妻妾，即崇德五宫，分別為清寧宮皇后、關雎宮宸妃、麟趾宫貴妃、衍慶宮淑妃、永福宮莊妃。其中以清寧宮皇后為中宮居首，再到東西兩宮兩位大福晉，宸妃居東宮位列第二，貴妃居西宮位列第三。東宮側福晉淑妃居第四，西宮側福晉莊妃居末。由此明確可見，皇太極把自己最珍愛的海蘭珠封為次於皇后的東宮宸妃，地位高於西宮貴妃，所以於此可以肯定宸妃的崇高地位。此後中國便再無出現過宸妃。